# Бачманівка

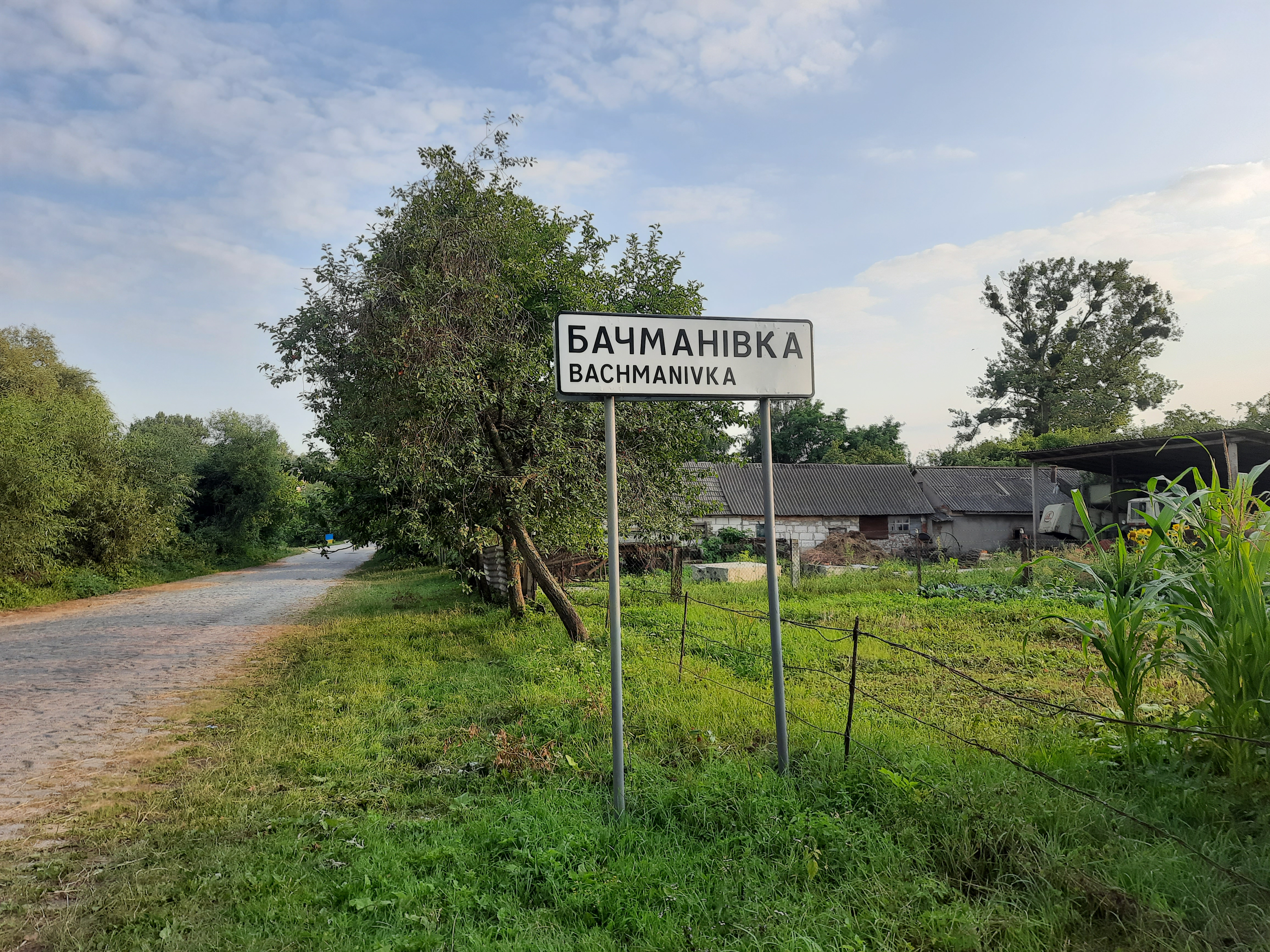
Дорожній знак при в'їзді в село

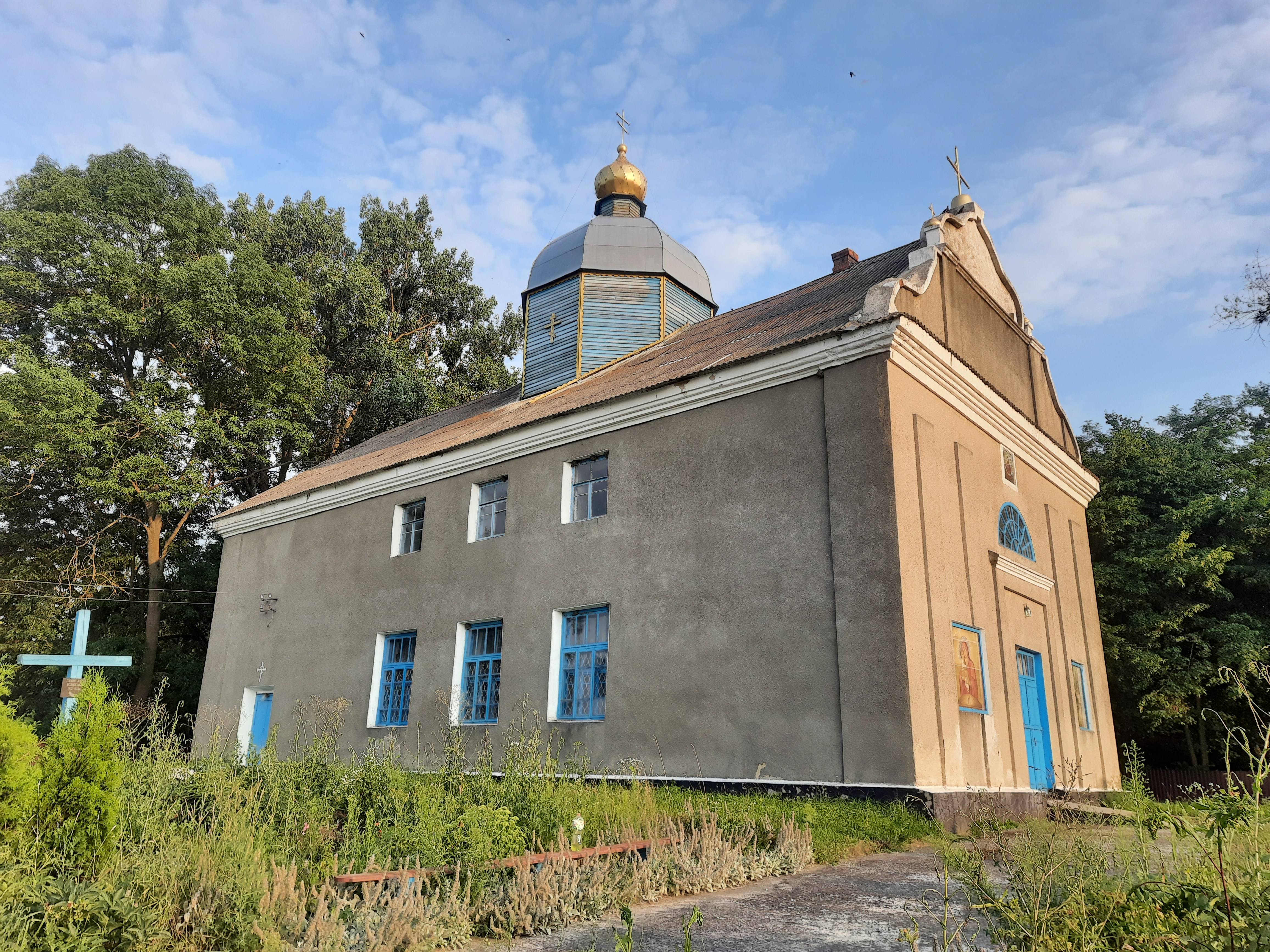
Покровська церква

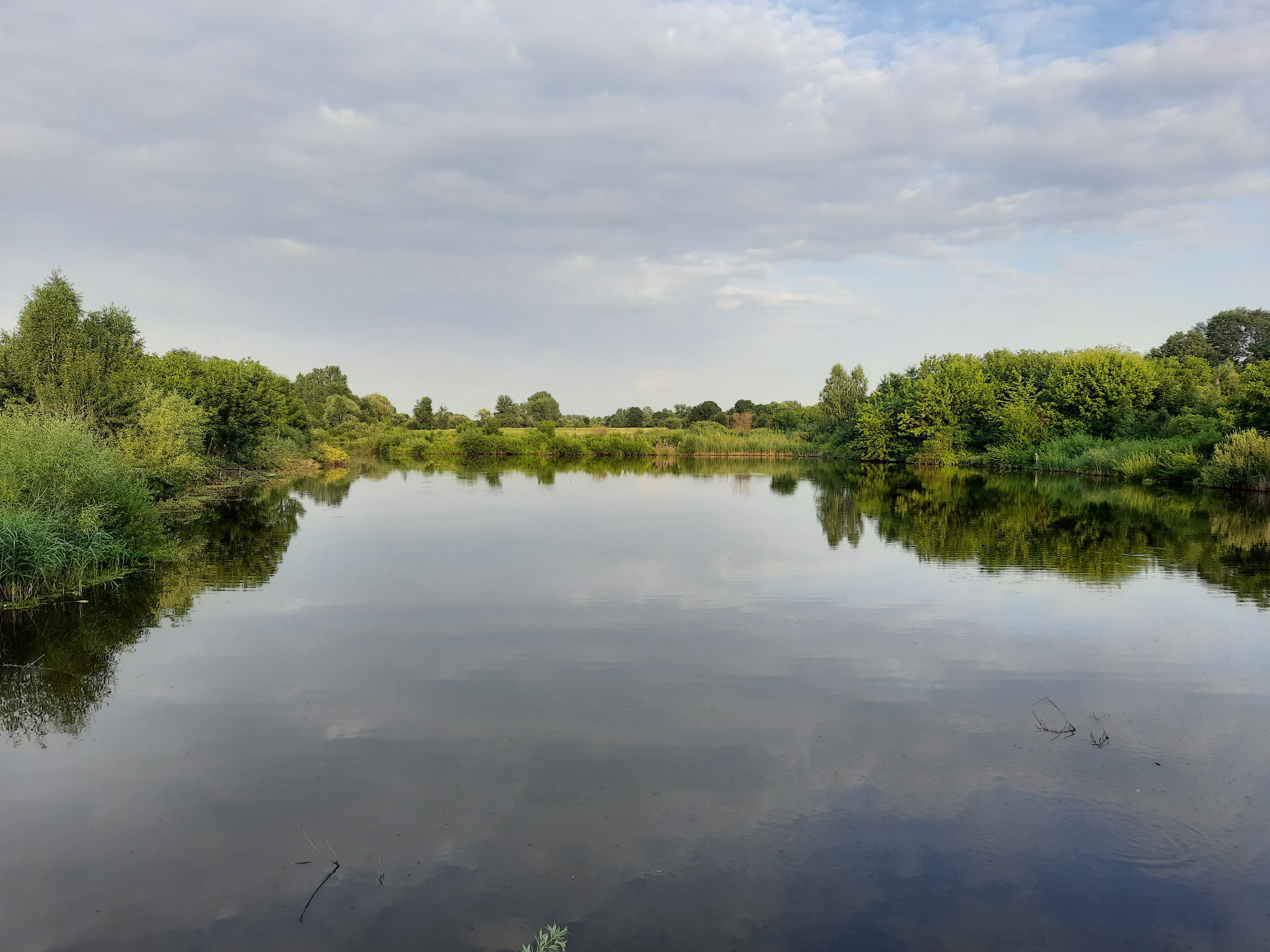
Сільський став

Бачма́нівка — село в Україні, в Улашанівській сільській громаді Шепетівського району Хмельницької області. Населення становить 426 осіб..

## Географія
Село розташоване у центрі громади, на відстані 28 км від м. Славута.
Сусідні населені пункти:

## Історія
Назва села ймовірно походить від тюркського слова «Басман», що означає «скарбовий хліб», «скарбове утримання».
Під назвою Бачманів або Бачманова селище згадується як власність князя Андрія Юрійовича Заславського. В 1520 році, який будучи неодруженим, дарує своєму родичу - князю Іллі Острозькому частину своїх маєтків, у тому числі і Бачманів.
По смерті Іллі село знову переходить до Андрія Заславського. В 1648 році село було власністю князя Домініка Заславського.
В актах Бачманівка виступає як одне з сіл, що належали до розлогих маєтків князів Заславських. В їх руках залишається до 1673 року, коли рід Заславських і село переходить до князів Санґушків, залишається в них до 1917 року.
На захід від села, на старому селищі часто знаходили перепалену глину, кераміку і поржавіле залізо.
В околиці села розташовувалось урочище Городець. Крім цього були урочища: Береги, Лука і Ковалів Став.
Під  Бачманівкою коштом князя Романа Адама Санґушка було збудовано іподром, де проходи перегони.
На кінець 19 століття в селі нараховувалося 179 будинків і 1281 жителів.
У 1868 році була там заснована церковно-приходська школа.
Відносилось до Хоровецької волості, Новоград-Волинського повіту.
7 (20) листопада 1917 року, відповідно до Третього Універсалу Української Центральної Ради, увійшло до складу Української Народної Республіки.
12 червня 2020 року, відповідно до розпорядження Кабінету Міністрів України № 727-р «Про визначення адміністративних центрів та затвердження територій територіальних громад Хмельницької області», увійшло до складу Улашанівської сільської територіальної громади.
19 липня 2020 року, в результаті адміністративно-територіальної реформи та ліквідації Славутського району, село увійшло до складу новоутвореного Шепетівського району.

## Населення
Згідно з переписом УРСР 1989 року чисельність наявного населення села становила 510 осіб, з яких 233 чоловіки та 277 жінок.
За переписом населення України 2001 року в селі мешкало 420 осіб.

### Мова
Розподіл населення за рідною мовою за даними перепису 2001 року:
| Мова       | Відсоток |
| ---------- | -------- |
| українська | 99,53 %  |
| російська  | 0,47 %   |

## Символіка
Затверджена 15 вересня 2015 року рішенням №2 XLIX сесії сільської ради V скликання.

### Герб
У щиті срібна нитяна балка, хвиляста внизу. У верхньому зеленому полі виходить золота дерев'яна трикупольна церква, у нижньому лазуровому срібна підкова вушками догори. Щит вписаний у золотий декоративний картуш і увінчаний золотою сільською короною. Унизу картуша напис «БАЧМАНІВКА» і дата «1520».
Зелений колір — символ поля і лісу. Золота дерев'яна трикупольна церква - символ першого історичного сільського храму. Срібна підкова на нижній лазуровій хвилястій частині — знак історичної місцевості «Ковалевий ставок», з якої пішло сучасне село; окрім того, підкова — символ щастя, достатку, а також іподрому, який існував в часи князя Сангушка. Корона означає статус населеного пункту. 1520 — рік першої писемної згадки про село.

### Прапор
Квадратне полотнище складається з трьох горизонтальних смуг — зеленої, білої та синьої, у співвідношенні 5:1:5, біла і синя розділені хвилясто. На верхній смузі три жовтих уширених хреста в ряд, на нижній — біла підкова вушками догори. Автори — В.Напиткін, А.Гречило.
На прапорі повторюються кольори герба. Три уширених хреста — символ трикупольної історичної церкви; окрім того, форма хреста символізує належність села до Волині.

## Пам'ятки
- Михайлівська церква існувала з 1744 року, була вона трьох-банною, але на початку 20 століття завалилася. У церкві зберігалися рідкісні стародруки, такі як:
- Ключ Розумєна, Інокентій Галатовського 1680 року друкарні Києво-Печерської Лаври.
- Венец Христов — ігумена Радивиловського 1688 року — там же виданий.
- Часослов 1670 року, там же виданий.
- Трифологіон 1679 року.
- Апостол, Октоїх і Тріодь 17 століття — всі київського видання.
- Покровська церква — збудована у 1830 році.

## Відомі уродженці
- Попович Людмила Вадимівна (10 лютого 1941) — український ґрунтознавець, кандидат географічних наук, доцент Київського національного університету імені Тараса Шевченка.